# Auranticarpa melanosperma
Auranticarpa melanosperma là một loài thực vật có hoa trong họ Pittosporaceae. Loài này được (F.Muell.) L.W.Cayzer, Crisp & I.Telford mô tả khoa học đầu tiên năm 2000.